# Makkumermeer
Het Makkumermeer of Koudmeer is een droogmakerij en voormalig meer in de Nederlandse provincie Friesland ten oosten van Makkum. Tussen 1876 en  1878 werd het 375 hectare grote meer drooggelegd door de Friesche Landaanwinning Maatschappij (een Brits-Hollandse investeerdersgroep), die ook het Parregaastermeer en het Workumermeer dempte. De droogmakerij was initieel geen succes. Al snel ontstonden problemen doordat er geen overkoepelend waterschap was en het maken van afspraken met de vele individuele eigenaren over ontwatering niet mogelijk bleek. Daardoor wist men het waterpeil onvoldoende te laten zakken voor het mogelijk maken van landbouw. 4 jaar later ging de investeringsmaatschappij mede daarom failliet.
De polder is een landbouwgebied en wordt van oost naar west doorsneden door het Van Panhuyskanaal. Dit kanaal is na de drooglegging gegraven.
Er zijn plannen geweest om de polder weer onder water te zetten ten behoeve van het toerisme, maar deze plannen zijn niet uitgevoerd.